# Puchar Europy w biegu na 10 000 metrów
Puchar Europy w biegu na 10 000 metrów – zawody lekkoatletyczne organizowane przez European Athletics rokrocznie począwszy od roku 1997. Impreza powstała po wyłączeniu biegu na 10 000 metrów z programu pucharu Europy.

## Edycje
| Edycja | Gospodarz     |
| ------ | ------------- |
| 1997   | Barakaldo     |
| 1998   | Lizbona       |
| 1999   | Barakaldo     |
| 2000   | Lizbona       |
| 2001   | Barakaldo     |
| 2002   | Camaiore      |
| 2003   | Ateny         |
| 2004   | Maribor       |
| 2005   | Barakaldo     |
| 2006   | Antalya       |
| 2007   | Ferrara       |
| 2008   | Stambuł       |
| 2009   | Ribeira Brava |
| 2010   | Marsylia      |
| 2011   | Oslo          |
| 2012   | Bilbao        |
| 2013   | Prawec        |
| 2014   | Skopje        |
| 2015   | Cagliari      |
| 2016   | Mersin        |
| 2017   | Mińsk         |
| 2018   | Londyn        |
| 2019   | Londyn        |
| 2020   | Londyn        |
| 2021   | Birmingham    |
| 2022   | Pacé          |
| 2023   | Pacé          |
| 2024   | Pacé          |
| 2025   | Pacé          |